# Olof Ramström (1746–1822)
Olof Ramström, född 27 september 1746, död 2 april 1822, var en svensk bruksinspektor.
Ramström var ekonomidirektör vid Ålspånga i Södermanland och senare bruksinspektor vid Claestorp och Krämbols bruk i Östra Vingåkers socken.
Han blev invald som ledamot nummer 176 i Kungliga Musikaliska Akademien den 11 oktober 1797. Olof Ramström var bror till ledamöterna Jonas Ramström och Claes Ramström.